# Erica Tazel
 (janvier 2020).
Si vous disposez d'ouvrages ou d'articles de référence ou si vous connaissez des sites web de qualité traitant du thème abordé ici, merci de compléter l'article en donnant les références utiles à sa vérifiabilité et en les liant à la section « Notes et références ».
Erica Tazel est une actrice américaine de théâtre et de télévision connue pour le rôle de Rachel Brooks dans la série télévisée FX Justified de 2010 à 2015.

## Vie et carrière
Tazel est diplômée du Spelman College (avec un Bachelor of Arts degree — Baccalauréat universitaire ès lettres) et de l'université de New York (avec un Master of Fine Arts).
Elle fait ses débuts d'actrice professionnelle avec Le Conte d'hiver au New York Shakespeare Festival en 2000.
Elle est nommée pour le prix L.A. Drama Critics Circle Award pour le rôle principal, pour son travail dans I Have Before Me a Remarkable Document Give to me by a Young Lady from Rwanda dans le rôle de Juliette en 2007 avec le “Colony Theatre” de Burbank, et en a reçu le NAACP Theatre Award du meilleur premier rôle féminin.
À l'écran, Tazel fait des apparitions limitées, y compris un rôle mineur dans le drame de David Duchovny Le Prince de Greenwich Village en 2004, avec Anton Yelchin, Robin Williams, Téa Leoni et Erykah Badu.
Elle fait ses débuts à la télévision en tant que professeure de danse dans un épisode de Sex and the City en 2001 avant son rôle de soutien dans Justified. Elle est l'invitée principale sur FBI : Portés disparus. Elle a des rôles récurrents sur Jericho et New York 911 et des rôles d'invité sur des programmes tels que The Office, Urgences, Law & Order, New York, unité spéciale, Life, Heartland, Bones et Firefly.

## Filmographie
- 2001 : Sex and the City - Saison 4 épisode 6
- 2001 : New York 911 - Saison 3 épisode 5 dans le rôle de Shaquana Golden.
- 2002 : Sains et Saufs - Saison 1 épisode 5 dans le rôle de Doralee.
- 2002 : New York, unité spéciale - Saison 4 épisode 12 dans le rôle de Lynn Hauser.
- 2002 : New York, police judiciaire - Saison 13 épisode 16.
- 2004 : Le Prince de Greenwich Village
- 2006 : Bones - Épisode : The Soldier on the Grave dans le rôle de Karen Merton.
- 2006 : Jericho - Saison 1 épisodes 16 et 17 dans le rôle de Jessica Williams.
- 2006 : FBI : Portés disparus - Saison 5 épisode 20 dans le rôle de Tess Pratt.
- 2007 : Heartland - épisode A Beautiful Day.
- 2007 : Urgences - Saison 14 épisode 7 dans le rôle de Mrs. Birk.
- 2008 : The Office - Saison 5 épisode 14	dans le rôle de Julia.
- 2008 : Life - Saison 2 épisode 1.
- 2010-2015 : Justified - 6 saisons dans le rôle de Rachel Brooks.
- 2015 : Mr. Right dans le rôle de Lisa.
- 2015 : Runaway Island dans le rôle de Vonda Hines.
- 2015 : NCIS : Enquêtes spéciales - épisode : Troll dans le rôle du Coach Curry.
- 2016 : Odious dans le rôle d'Evelyn.
- 2016 : Racines - Saison 1 dans le rôle de Matilda.
- 2017 : The Orville - Saison 1 épisode 12 dans le rôle de Baleth.
- 2017 : Night Shift - Saison 4 épisodes 6, 8 et 10 dans le rôle du Dr Bella Cummings.
- 2017 : Legends of Tomorrow - Saison 3 épisode 17 dans le rôle d'Esi Jiwe.
- 2017-2018 : The Good Fight - Saison 1 épisode 12 et saison 2 épisode 1 dans le rôle de Barbara Kolstad.
- 2019 : Queen Sugar dans le rôle de Deesha Brown-Sonnier.
- 2019 : Comment élever un super-héros - Saison 1 épisode 7 dans le rôle de Danielle.
- 2020 : Lovecraft Country dans le rôle de	Dora Freeman
- 2023 : Big George Foreman de George Tillman Jr. : Mary Foreman